# Piper pseudobumbratum
Piper pseudobumbratum är en pepparväxtart som beskrevs av C. Dc.. Piper pseudobumbratum ingår i släktet Piper och familjen pepparväxter. Inga underarter finns listade i Catalogue of Life.